# Kittel (joods gewaad)

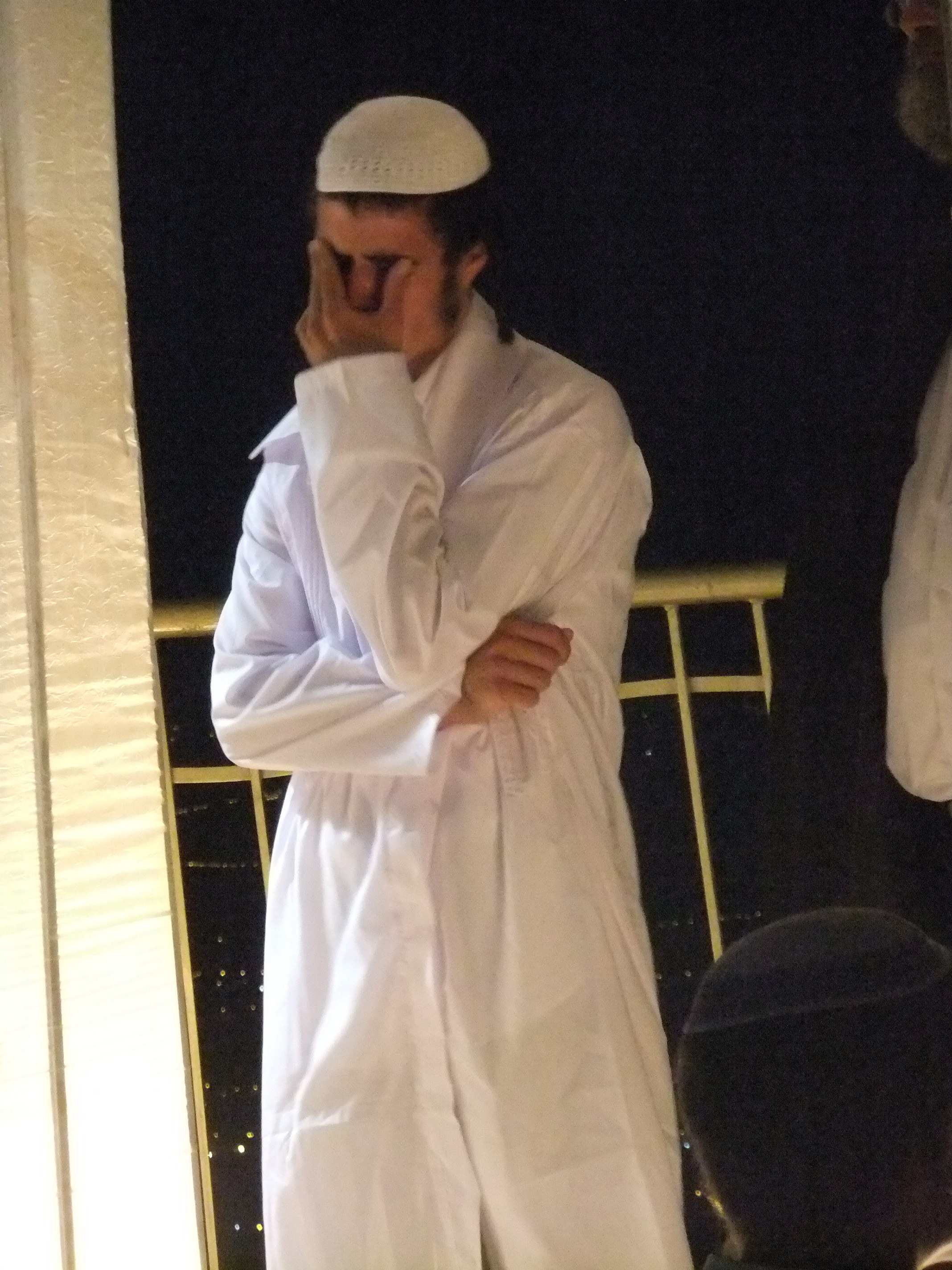
Een bruidegom met een kittel tijdens zijn huwelijk. Hij heeft ook een witte keppel op.

Een kittel (Jiddisch: קיטל) ook wel sargenes genoemd, is een wit gewaad dat dient als begrafeniskleed voor mannelijke Joden. Het wordt ook bij speciale gelegenheden gedragen, met name door Asjkenazische Joden, bijvoorbeeld op Jom Kipoer. Men zegt dat de witte kleur een symbool is voor reinheid. Daarom wordt het gewaad ook wel gedragen tijdens een Joods huwelijk.
Daarmee staat het ook symbool voor de eenheid van de bruidegom met de bruid (die ook een wit gewaad draagt) en het begin van een nieuw leven samen. Een kittel heeft geen zakken, omdat volgens de Joodse gebruiken de doden worden begraven met niets anders dan eenvoudige linnen kleding in de kist.